# Universidad de Augsburgo
La Universidad de Augsburgo (en alemán: Universität Augsburg o Augsburg Uni) es una universidad ubicada en el distrito denominado Universitätsviertel, en la ciudad alemana de Augsburgo. Fue fundada en 1970 y está organizada en 8 facultades o escuelas. Se trata de una universidad y un campus universitario relativamente joven, con aproximadamente 19.000 estudiantes (2025).  Alrededor del 14% de sus estudiantes provienen de países extranjeros. En octubre de 2011, Sabine Doering Manteuffel sucedió a Alois Loidl como rectora de la universidad. Es la primera mujer rectora de una universidad bávara.

## Organización

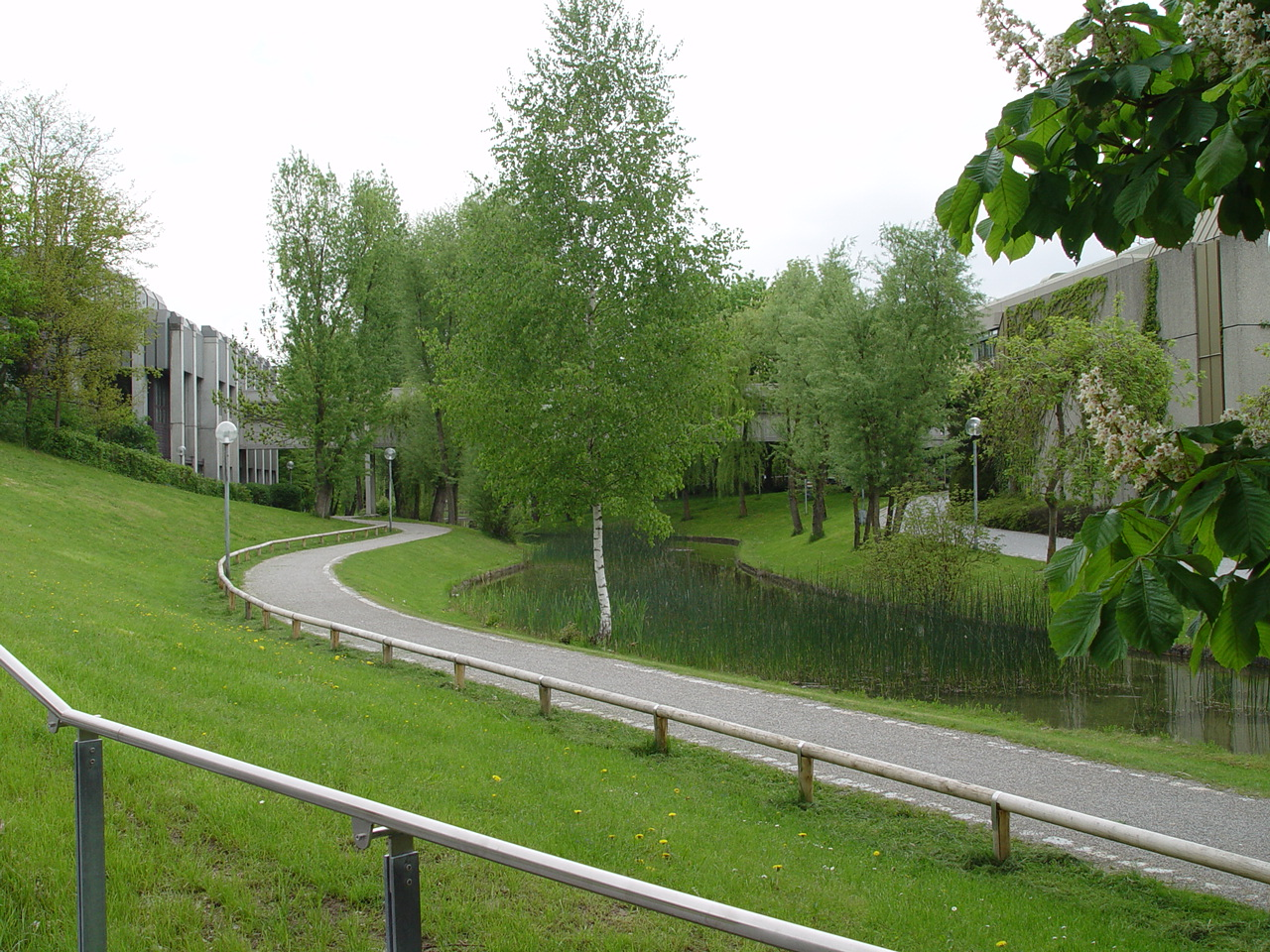
Campus principal de la Universidad de Augsburgo

La universidad está dividida en 8 facultades:
- Facultad de Economía y Empresa (1970)
- Facultad de Derecho (1971)
- Facultad de Teología Católica (1971)
- Facultad de Filosofía y Ciencias Sociales (1972)
- Facultad de Historia y Filología (1972)
- Facultad de Matemáticas y Ciencias Naturales (1981)
- Facultad de Informática Aplicada (2003)
- Facultad de Medicina (2016)

## Campus
Las distintas facultades, las oficinas administrativas (incluido el Centro de Atención al Estudiante), el comedor, las cafeterías, los bares y las bibliotecas están todos cerca unos de otros, en el distrito denominado Universitätsviertel.

## Historia
Fundada en 1970, es una de las universidades más jóvenes de Baviera, con aproximadamente 18.000 estudiantes. Atrae a estudiantes de toda Alemania (alrededor del 20% de los mismos procede de fuera de Baviera) y la proporción de estudiantes extranjeros es mayor (un 14%) que en universidades comparables.
Mantiene colaboraciones con las universidades de Pittsburgh (Estados Unidos), Osijek (Croacia) e Iași (Rumania), y con la Universidad Estatal de Humanidades del Lejano Oriente, situada en Jabárovsk (Rusia). Tiene acuerdos de cooperación con más de cuarenta universidades de Europa, Asia, Sudáfrica, América del Norte y América Latina. El número de programas de intercambio Erasmus también ha ido creciendo. Actualmente existen programas de intercambio con más de 130 universidades en toda Europa.

## Biblioteca universitaria
La biblioteca de la Universidad de Augsburgo se compone de la biblioteca central y de bibliotecas de ciencias sociales, humanidades y ciencias naturales. Fue fundado junto con la universidad en 1969 y en un principio estaba situado en la residencia ducal (Fronhof). En 1970 se trasladó al campus de la antigua universidad en Memminger Straße. La nueva biblioteca central en el campus actual al sur de Augsburgo se inauguró en 1984.  Cuenta con un total de unos 2,0 millones de artículos (datos de 2007).

## Enseñanza profesional de idiomas
El Centro de Idiomas de la Universidad de Augsburgo ofrece clases de idiomas modernos. Los estudiantes de filología reciben formación lingüística práctica en inglés, francés, español, italiano y portugués. Además, el Centro de Idiomas ofrece cursos específicamente adaptados a estudiantes de Derecho y Economía, así como la posibilidad de estudiar otros idiomas como el ruso, el turco o el japonés. Además, los estudiantes extranjeros pueden mejorar sus conocimientos del idioma alemán simultáneamente con sus otros estudios. La  colaboración con el «TestDaF-Zentrum» es estrecha.

## Cooperación
La Universidad de Augsburgo tiene acuerdos de cooperación con más de 40 universidades. Se mantienen colaboraciones especialmente estrechas con las 4 universidades siguientes:
- Universidad de Pittsburgh (Estados Unidos)
- Universidad de Dayton (Estados Unidos)
- Universidad de Osijek (Croacia)
- Universidad Alexandru Ioan Cuza de Iași (Rumania)
- Universidad Estatal de Humanidades del Lejano Oriente, Khabarovsk (Rusia)

## Protestas estudiantiles en 2009
El 17 de noviembre de 2009, más de 500 estudiantes ocuparon el aula número 1 para llamar la atención sobre las malas condiciones de la educación en Augsburgo y en Alemania en general. Su protesta se dirigió contra la introducción de tasas universitarias obligatorias y contra lo que consideraban un deterioro de la calidad de la educación secundaria alemana.
Mantuvieron la sala ocupada hasta el 22 de diciembre, utilizándola como sala de reuniones plenarias, celebrando debates, organizando representaciones teatrales y de conciertos, proyectando películas y presentando sus reivindicaciones a la dirección de la universidad y al estado bávaro. Acordaron poner fin a la protesta luego de que el vicepresidente de la universidad diera garantías de resolver los problemas que surgieron dentro de la competencia de la universidad. Tras las protestas masivas, todos los estados alemanes cancelaron sus intentos de subir las tasas de matrícula en las universidades públicas.